# Be Yourself Tonight
Albums de Eurythmics
1984 (For the Love of Big Brother)
(1984) Revenge
(1985)
Singles
1. Would I Lie to You?
Sortie : Avril 1985
2. There Must Be an Angel (Playing with My Heart)
Sortie : Juin 1985
3. Sisters Are Doin' It for Themselves
Sortie : Octobre 1985
4. It's Alright (Baby's Coming Back)
Sortie : Décembre 1985

Be Yourself Tonight est le cinquième album studio d'Eurythmics, sorti le 29 avril 1985.
L'album s'est classé 3e au UK Albums Chart et 9e au Billboard 200.

## Liste des titres
Toutes les chansons sont écrites et composées par Annie Lennox et Dave Stewart, à l'exception de l'édition 2005 et le titre Tous les garçons et les filles écrite par Françoise Hardy et Roger Samyn et Hello, I Love You écrite par les Doors.
| No | Titre                                                           | Durée |
| -- | --------------------------------------------------------------- | ----- |
| 1. | Would I Lie to You?                                             | 4:25  |
| 2. | There Must Be an Angel (Playing with My Heart)                  | 5:22  |
| 3. | I Love You Like a Ball and Chain                                | 4:04  |
| 4. | Sisters Are Doin' It for Themselves (featuring Aretha Franklin) | 5:54  |
| 5. | Conditioned Soul                                                | 4:30  |
| 6. | Adrian (featuring Elvis Costello)                               | 4:29  |
| 7. | It's Alright (Baby's Coming Back)                               | 3:45  |
| 8. | Here Comes That Sinking Feeling                                 | 5:40  |
| 9. | Better to Have Lost in Love (Than Never to Have Loved at All)   | 5:06  |

| 10. | Grown Up Girls                                                           | 4:13 |
| 11. | Tous les garçons et les filles                                           | 3:25 |
| 12. | Sisters Are Doin' It for Themselves (ET Mix) (featuring Aretha Franklin) | 7:48 |
| 13. | Would I Lie to You?s (ET Mix)                                            | 4:55 |
| 14. | Conditioned Soul (Live)                                                  | 5:08 |
| 15. | Hello, I Love You                                                        | 2:51 |

## Personnel
- Annie Lennox : voix, claviers
- Dave Stewart : guitares, claviers, séquenceurs

### Musiciens additionnels
- Dean Garcia : basse
- Olle Romo : batterie
- Nathan East : basse
- Stan Lynch : batterie
- Mike Campbell : guitare solo
- Benmont Tench : orgue
- Stevie Wonder : harmonica
- Dave Plews : trompette
- Martin Dobson : saxophones

## Certifications
| Pays        | Association       | Certification | Ventes      |
| ----------- | ----------------- | ------------- | ----------- |
| Allemagne   | BVMI              | Or            | 250 000 +   |
| Canada      | Music Canada      | 2 × Platine   | 200 000 +   |
| États-Unis  | RIAA              | Platine       | 1 000 000 + |
| Finlande    | Musiikkituottajat | Or            | 27 170      |
| France      | SNEP              | Or            | 100 000+    |
| Royaume-Uni | BPI               | 2 × Platine   | 600 000+    |
| Suède       | GLF               | 2 × Platine   | 200 000+    |